# Dust in the Wind
"Dust in the Wind" là bài hát được ghi âm bởi ban nhạc progressive rock của Mỹ, Kansas, và được viết bởi thành viên ban nhạc Kerry Livgren, lần đầu tiên được phát hành trong album Point of Know Return năm 1977.
Bài hát đạt vị trí thứ 6 trên bảng xếp hạng Billboard Hot 100 vào ngày 22 tháng 4 năm 1978, khiến nó trở thành bài hát duy nhất của Kansas được lọt vào bảng xếp hạng top 10 Billboard Hot 100. Đĩa đơn 45 vòng / phút đã được trao đĩa vàng do doanh số bán hàng một triệu đĩa bởi RIAA ngay sau khi cao điểm phổ biến của nó như là một hit đĩa đơn.